# Monica Leofreddi
Monica Leofreddi (Roma, 8 aprile 1965) è una conduttrice televisiva italiana.

## Biografia
Inizia la carriera nel 1982 come conduttrice di trasmissioni sportive nella televisione romana GBR. Nel 1984 approda alle reti RAI grazie a Piero Ottone ed al suo programma Le regole del gioco (settimanale a sfondo politico), in cui presenta filmati registrati. Dal 1986 al 1994 conduce i collegamenti esterni di Unomattina, con più di centocinquanta località e situazioni raccontate in diretta da ogni parte d'Italia e del mondo. La sua esperienza ed il suo interesse per la realtà quotidiana si approfondiscono con Utile e futile, rubrica quotidiana di informazione e di servizio che conduce in studio dal 1994 al 1996. Nel 1996 torna allo sport presentando La Domenica Sportiva su Rai 3 al fianco di Jacopo Volpi.
Dal 1989 al 1993 conduce i collegamenti esterni dei programmi RAI in prima serata come Partita doppia con Pippo Baudo, il Festival di Sanremo con Pippo Baudo, Miss Italia con Fabrizio Frizzi, La festa della mamma, I cervelloni con Giancarlo Magalli, Scommettiamo che...? con Fabrizio Frizzi e Milly Carlucci, Il paese delle meraviglie con Pippo Franco e Melba Ruffo. Nel 1999 conduce Laraichevedrai, moderno rotocalco di informazioni e curiosità su quello che offre il mondo della televisione RAI. A giugno 2001 conduce, insieme a Puccio Corona, Rai Uno Mattina Estate. A novembre del 2001 conduce il 44º Zecchino d'Oro. Dal 2002 al 2007 presenta, tutti i pomeriggi feriali (dal lunedì al venerdì) su Rai 2, il contenitore L'Italia sul 2 la prima edizione la conduce da sola e in solitaria, mentre a partire dalla seconda la conduce assieme a Milo Infante.
Nel 2006 conduce il Concerto di Natale in diretta da Montecarlo, conduce inoltre nel 2005 e nel 2006 in prima serata il programma primaverile Se sbagli ti mollo con Gabriele Cirilli e nell'inverno 2007 Donne (andato in onda dal 15 gennaio al 28 marzo) sempre su Rai 2. Nella stagione 2007-2008 è nel cast di Piazza Grande insieme a Giancarlo Magalli. Nella stagione 2008-2009 è stata redattrice del salotto televisivo mattutino di Rai 2 Insieme sul Due. Dal 17 gennaio 2014 conduce su Rai Premium (canale 25 del digitale terrestre) per qualche mese il programma Fiction Magazine, dedicato alle serie televisive italiane trasmesse dalla Rai, subentrando ad Arianna Ciampoli. L'8 settembre 2014 torna su Rai 1 dopo oltre un decennio come conduttrice di Torto o ragione? Il verdetto finale, restyling di Verdetto finale. 

## Vita privata
Per anni la conduttrice è stata oggetto di persecuzione da parte di uno stalker: il 4 febbraio 2014 è arrivata la sentenza definitiva che ha condannato l'uomo alla pena di 1 anno e 6 mesi di carcere.
Ha avuto una relazione durata nove anni e mezzo con Antonello Venditti, da quando aveva 20 anni fino ai 29.

## Televisione
- Bar dello Sport (GBR, 1982-1983)
- Cuore di Calcio (GBR, 1983-1984)
- Notturno Sport (GBR, 1983-1984)
- Le regole del gioco (Rai 1, 1984)
- Indovina chi viene a cena (Rai 2, 1985)
- Unomattina (Rai 1, 1986-1996) inviata
- Festival di Sanremo (Rai 1, 1989, 1993) inviata
- Concerto per la Vita (Rai 1, 1990)
- Miss Italia (Rai 1, 1990) inviata
- La festa della mamma (Rai 1, 1990) inviata
- Scommettiamo che...? (Rai 1, 1992) inviata
- Partita doppia (Rai 1, 1992-1993)
- Utile e futile (Rai 1, 1993-1994)
  - Utile e Futile vi invita tutti a tavola (Rai 1, 1994-1995)
- La Domenica Sportiva (Rai 3, 1995-1996)
- Sanremo Giovani (Rai 1, 1996)
- I cervelloni (Rai 1, 1997) inviata
- Il paese delle meraviglie (Rai 1, 1998) inviata
- Laraichevedrai (Rai 1, Rai 2, Rai 3, 1999)
- Oscar del Calcio (Italia 1, 2000)
- Terzo tempo (Stream, 2000)
- Unomattina Estate (Rai 1, 2001)
- Premio Campiello (Rai 1, 2001)
- Prix Italia (Rai 1, 2001)
- Zecchino d'Oro (Rai 1, 2001)
- Volare (Rete 4, 12 dicembre 2001)
- La vita in diretta di sera (Rai 1, 2002)
- L'Italia sul 2 (Rai 2, 2002-2007)
  - Speciale L'Italia sul 2 - Generazioni (Rai 2, 2003)
- Telethon (Rai 1, Rai 2, 2004)
- Nel nome del cuore (Rai 2, 2005)
- Festival del Garda (Rai 2, 2005)
- Se sbagli, ti mollo (Rai 2, 2005-2006)
- Wild West (Rai 2, 2006)
- Concerto di Natale (Rai 2, 2006)
- Donne (Rai 2, 2007)
- Notte Mediterranea (Rai 2, 2007)
- Gran Galà del Premio Nazionale per il Lavoro (Rai 2, 2007-2008)
- Piazza grande (Rai 2, 2007-2008)
  - Piazza grande - Speciale Oroscopo (Rai 2, 2007)
- Insieme sul Due (Rai 2, 2008-2009) redattrice
- Roma Fiction Fest (Rai Premium, 2012)
- Fiction Magazine (Rai Premium, 2014)
- Torto o ragione? Il verdetto finale (Rai 1, 2014-2017)
  - Torto o ragione? - La macchina della verità (Rai 1, 2015)
- ItaliaSì! (Rai 1, 2020) opinionista
- Ore 14 (Rai 2, dal 2020) opinionista fissa
  - Ore 14 sera (Rai 2, 2025)
- Premio Cimitile (Rai 2, 2020, 2023; Alma TV, 2021-2022)